# Santa Maria delle Grazie
Santa Maria delle Grazie ("Santa Maria das Graças", em italiano) é uma igreja e convento dominicano em Milão, norte da Itália, incluído na lista dos Patrimônios Mundiais pela UNESCO.
A igreja é famosa pela pintura da A Última Ceia de Leonardo da Vinci , que foi pintada na parede do refeitório do convento. Diferente do que se pensa A Última Ceia, não foi pintada pela técnica de afresco, ( onde a pintura é aplicada sobre uma base de massa ainda fresca ) deve-se a isso seu atual estado bem desgastado pelo tempo. A pintura também sofreu várias restaurações.  

## História
O duque de Milão Francesco Sforza ordenou a construção de um convento da Ordem Dominicana e uma igreja no local onde se erguia uma pequena capela dedicada a Santa Maria da Graça.
O principal arquiteto foi Guiniforte Solari, tendo o convento sido concluído em 1469, enquanto a igreja demorou mais tempo. O duque sucessor Ludovico Sforza decidiu que a igreja seria lugar do enterro da família Sforza e reconstruiu o claustro e a abadia, que foram concluídas após 1490.
A esposa de Ludovico, Beatriz, foi sepultada na igreja em 1497. 
A abside da igreja é amplamente reconhecida como sendo de autoria de Donato Bramante. No entanto, não há nenhuma evidência real do fato, além de que Bramante viveu em Milão na época, e ele é citado uma vez nos atos da igreja (a entrega de mármore em 1494). Ele continuou o estilo gótico da primeira parte, mas misturado com influência românica.
Em 1543, uma capela lateral recebeu a A Coroação de Espinhos de Ticiano que foi levada pelas tropas francesas em 1797, após a sua conquista do Milão, e que se encontra no presente no Museu do Louvre.

## Segunda Guerra Mundial

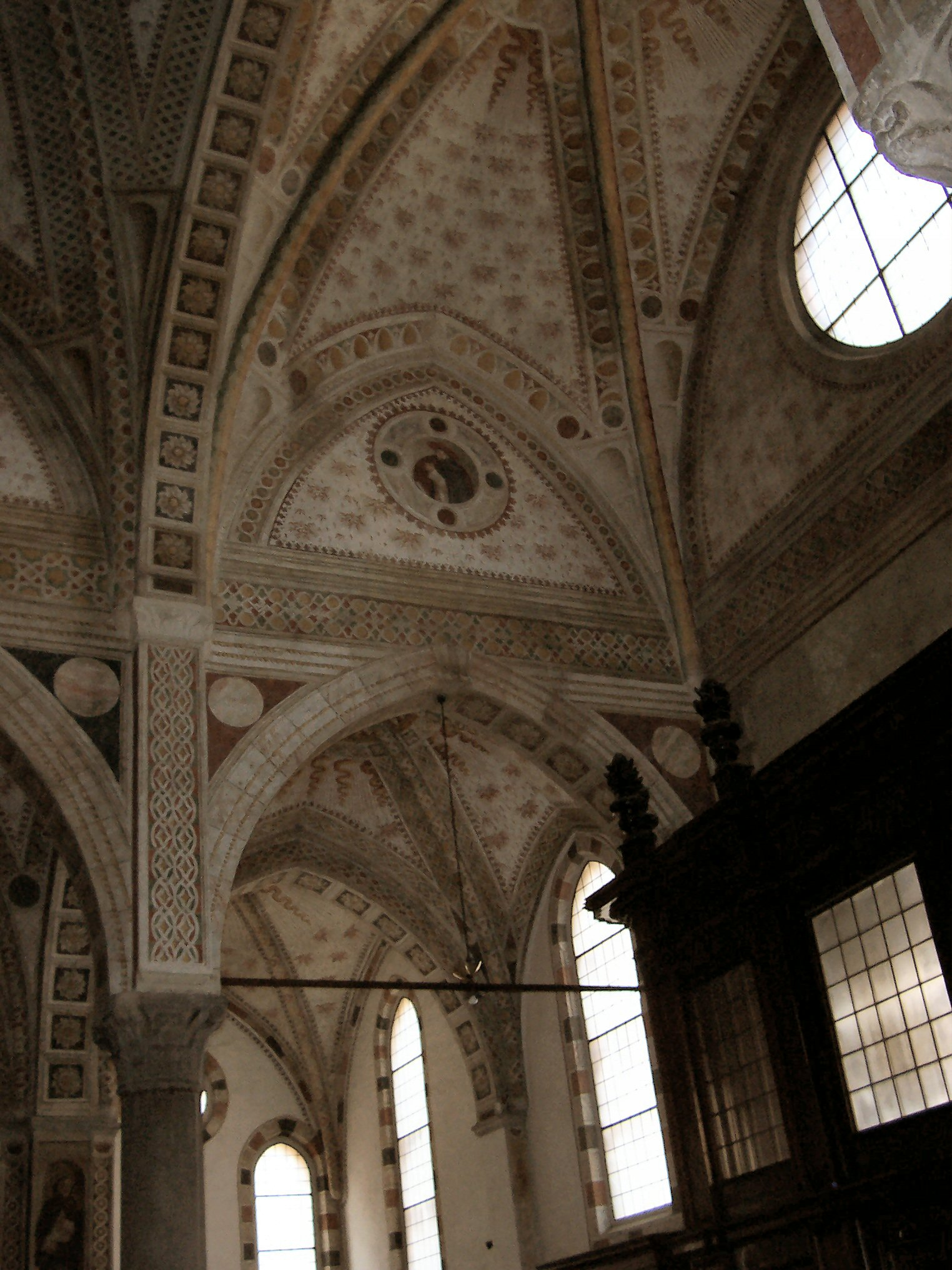
Nave gótica da igreja.

Durante a Segunda Guerra Mundial, na noite de 15 de agosto de 1943, bombas lançadas por aviões americanos e britânicos atingiram a igreja e o convento. Grande parte do refeitório foi destruído, mas algumas paredes sobreviveram, incluindo aquela onde está a Última Ceia, que tinha sido cercada de sacos de areia para proteção.